# 얼 킹
얼 킹(Earl King, 1934년 2월 7일 ~ 2003년 4월 17일)는 미국의 블루스 기타리스트이자 싱어송라이터이다.